# Noreen Riols
Noreen Riols, née Noreen Patricia Baxter le 8 mai 1926 à Il-Furjana et morte le 2 janvier 2025 à Poissy,, est une romancière et conférencière britannique.
Elle est membre du Special Operations Executive section F pendant la Seconde Guerre mondiale.

## Biographie

### Premières années
Noreen Baxter naît le 8 mai 1926 à Malte, de parents anglais. Elle reçoit son éducation au lycée français de Londres.

### Seconde Guerre mondiale
Juste avant son 18e anniversaire, il lui est proposé de travailler soit dans une usine de munitions, soit de rejoindre le Women’s Royal Naval Service (WRNS). Noreen choisit le WRNS. Mais comme elle parle couramment le français on la redirige vers un bureau à Baker Street, qui est le quartier général du Special Operations Executive (SOE), le service secret britannique chargé du soutien à la Résistance dans les pays occupés. C’est ainsi que Noreen rejoint le SOE, plus précisément sa section française F, section chargée d’entraîner des agents secrets à venir en France pour y conduire l’action armée contre l’occupant et pour y former les résistants locaux (réseaux Buckmaster). 
Noreen Riols travaille à Londres (Baker Street) et à Beaulieu, l’une des écoles d’entraînement spécial du SOE : elle participe aux débriefings des agents revenus de mission en France ; elle sert d’appât pour tester les agents en école d’entraînement spécial ; elle achemine les messages personnels qui doivent être diffusés à la BBC.

### Après la guerre
Noreen rejoint la BBC (World Service French Department). Elle rencontre Jacques Riols, un journaliste, qu’elle épouse. Elle est membre du Royal British Legion Paris en France. Elle écrit des articles et participe à des débats éducatifs.
À l’occasion du 70e anniversaire du débarquement de Normandie, l’hebdomadaire Paris Match consacre un article à Noreen Riols, avec Bob Maloubier, autre ancien de la section F. Le 3 octobre 2014, elle est l’invitée de Jean Lebrun dans son émission La Marche de l’histoire sur France Inter.

## Publications

### Mémoires
- Édition anglaise : (en) The Secret Ministry of Ag and Fish — My life in Churchill's school for spies, préface de Paddy Ashdown, Macmillan, 2013,  (ISBN 978-0-230-77090-4)
- Édition française : (fr) Ma vie dans les services secrets. L’école des espions de Churchill, traduction de Robert Pépin, Calmann-Lévy, 2014,  (ISBN 978-2-7021-5526-4)

### Romans
- (en) Eye of the Storm, Macmillan, 1983 ;
- (en) Only the Best, Macmillan, 1987 ;
- (en) When Suffering Comes, Macmillan, 1990 ;
- (en) Laura, Macmillan, 1992 ;
- (en) Katherine, Pan Macmillan, 1994 ;
- (en) Where Hope Shines Through, Pan Macmillan, 1994 ;
- (en) To Live Again, Pan Macmillan, 1995 ;
- (en) Before the Dawn, Pan Macmillan, 1996 ;
- (en) Where Love Endures, Pan Macmillan, 1997 ;
- (en) My Unknown Child, Multomah, 1999 ;
- (en) Autumn Sonata, Macmillan, 2014.

## Décorations

### France
- Chevalier de la Légion d'honneur, nomination par le Président de la République (11 juillet 2014) parue au Journal officiel du 13 juillet 2014, médaille décernée par le préfet des Yvelines Érard Corbin de Mangoux sur proposition de Bob Maloubier et remise le 19 octobre 2014 par l’amiral Édouard Guillaud, ancien chef d’état-major des armées, en présence du préfet.
- Croix du combattant volontaire de la Résistance (carte no 196090), décernée le 8 mars 2013 par Kader Arif, ministre délégué auprès du ministre de la défense chargé des anciens combattants.

- Médaille de reconnaissance de la Nation, titre attribué le 17 septembre 2014 par Rose-Marie Antoine, directrice générale de l’Office national des anciens combattants et victimes de guerre (ONAC).
- Carte de combattant (no 078FR3097660), pour avoir servi au sein du SOE.

### Royaume-Uni
- War Medal 1939-1945
- Defence Medal 1939-1945
- 1939-1945 Star
- membre de l’ordre de l’Empire britannique (MBE)[7].
- multiples autres décorations britanniques